# Ortnamn i Västergötland
Ortnamn i Västergötland kan, liksom de övriga svenska ortnamnen, delas upp i naturnamn och kulturnamn. Kulturnamnen är ofta bebyggelsenamn med  efterled där bebyggelsen beskrivs, såsom -by (Karaby), -hem (Varnhem) och -torp (Broddetorp).
Vissa ortnamn är speciella för Västergötland. Exempel på detta är Skövde-namnen, (Skövde, Ale-Skövde och Kullings-Skövde); Åsaka-namnen, som är namn på socknarna Barne-Åsaka, Kållands-Åsaka, Skånings-Åsaka och Vartofta-Åsaka, Väne-Åsaka samt på byn Åsaka i Ullene (Ullene-Åsaka) och namn som har efterledet -tak, (Baltak, Ettak, Kvättak, Suntak och Vättak). De många ortnamnen som har efterledet -ene (äng, betesmark) är typiska för Västergötland, till exempel Götene och Slädene. Även efterledet -um i betydelsen -hem förekommer ofta i Västergötland, till exempel Stora Bjurum, (liksom i Bohuslän, till exempel Tanums socken).  
Ortnamnen i Västergötland är, som i alla andra landskap i Sverige, dels osammansatta ortnamn och dels sammansatta. Några av de osammansatta namnen är enstaviga, som till exempel Hjo, Larv och Skärv. Andra är tvåstaviga som till exempel Dala och Vara. Ändelsen -a betecknar ofta pluralis. Av de sammansatta ortnamnen har de flesta två ordled, förled och efterled, som till exempel Falköping och Tidaholm, men det finns också namn med tre ordled, som Lagmansholm och Östadkulle. 

## Definition av begreppet ortnamn
Ortnamn eller toponymer är namn på geografiska företeelser och ortnamnen kan delas upp i bebyggelsenamn och naturnamn.
En språkvetenskaplig definition är att "ett ortnamn är ett språkligt uttryck som i en viss namnbrukarkrets är knutet till en bestämd plats".

## Ortnamnskategorier
Alla ortnamn delas upp i två huvudkategorier: naturnamn och kulturnamn. Kulturnamnen kan indelas tre kategorier: ägonamn, bebyggelsenamn och namn på artefakter. 
 
Naturnamn är namn på vattendrag, sjöar, skogar o.s.v. Ägonamn är namn på mark som används för jordbruk och boskapsskötsel, till exempel åkrar, ängar och hagar. Bebyggelsenamn är namn på tätorter, byar, gårdar, bygder med mera. Artefaktnamn är namn på broar, hamnar, gruvor, gravhögar m.m. Bebyggelsenamn kan vara primära eller
sekundära. Primära bebyggelsenamn avser bebyggelse redan från början, till exempel de som slutar på -by (som Mellby) eller -torp (som Broddetorp). Sekundära bebyggelsenamn har inte från början betecknat bebyggelse. Dessa bebyggelsenamn har ursprungligen varit naturnamn, ägonamn eller artefaktnamn. Exempel på sådana ortnamn i Västergötland är Blidsberg, Lerdala, Älgarås, Österäng med flera.

## Ortnamnet Göteborg
Eftersom Göteborg (Giötheborgh 1605) anlagts på statligt initiativ kan namnet ha givits på grundval av göticismens vurmande för det forntida Norden.

## Typiska västgötska ortnamnsefterled och ortnamnsändelser

### Ortnamnsförled med trädanknytning
- Al- finns i den omljudda formen Älekulla.
- Alm- finns med omljudd form i Älmestad.
- Apel- finns i Aplared.
- Ask- finns i Askim och med omljudd form Äskekärr.
- Asp- finns i Aspö och med omljudd form Äspered.
- Björk- finns i Björketorp.
- Ek- finns i Ekby.
- En- finns i Enåsa.
- Fur- finns i Furusjö.
- Lind- finns i Lindholmen.

### Ortnamnsefterled som betecknar bebyggelse
- -arp är en sammandragning av -atorp, till exempel i Norra Åsarp (Asathorppa sokn 1376).

red

rud

ryd

- -bo, -boda. De flesta namnen med efterledet -bo eller -boda är från medeltiden, men det finns också ortnamn av denna typ som är ända från vikingatiden. Efterledet -boda är äldst och började förekomma under vikingatiden, men merparten är från medeltiden och framåt. Från och med 1500-talet började -boda förkortas till -bo. Ortnamnen på -boda och -bo anses ha sitt ursprung i bodar vid slåttermarker. -bo och boda-namnen används ofta i samband med ett förnamn eller en personbeteckning.[9] Exempel på -bo/boda-namn i Västergötland är Habo, Töreboda och Årebo.

stad

tofta

- -by har ursprungligen sannolikt betytt 'boplats, bebyggelse' som den senare betydelsen 'gård, by' har utvecklats från. I Västergötland finns bland annat Karaby och Saleby.
- -ene har bildats av -vin ’äng, betesmark’. De ortnamn som slutar på -ene har västlig utbredning i Sverige och de är vanliga i Västergötland. Exempel: Götene, Hudene och Kälvene.
- -hem har i Sverige vanligen innebörden 'gård, by'. Exempel: Berghem och Varnhem.
- -landa syftar på 'land' och har en sydlig och västlig utbredning i Sverige. En betydande del av namnen på -landa finns i Västergötland. En del av dessa är sockennamn, som Asklanda, Hålanda, Kilanda och Skepplanda.
- -lösa kan betyda 'äng, betesmark'. Exempel på sådana namn är Hasslösa, Hangelösa, Örslösa och Sparlösa.
- -red har betydelsen 'röjning, röjt område' och har sin största förekomst i det tidigare länet Älvsborgs län. Exempel: Hjälmared, Lagmansered, Sandared och Äspered.
- -rud har betydelsen 'röjning, röjt område' och förekommer mest i den del av Västergötland som förr hörde till Skaraborgs län. Exempel: Barrud, Tubberud.
- -ryd har betydelsen 'röjning, röjt område' och förekommer södra och sydöstra delen av Västergötland. Exempel: Kråkeryd, Torkelsryd.
- -stad förekommer på många platser i Västergötland, liksom i övriga Götaland. Den ursprungliga betydelsen av -stad har antagits vara 'plats, ställe', men även andra tolkningar har föreslagits. Exempel på -stad i Västergötland är Lyrestad, Gällstad, Otterstad.
- -tak betyder ’teg’ och finns i Tidaholmstrakten, bl.a. i Suntak och Vättak.
- -tofta kommer av toft som är en biform till tomt med betydelsen ’plats för hus’. Den västliga och sydliga formen -tofta  motsvaras i östra Småland, Östergötland, Svealand och Hälsingland av -tomta. Exempel på västgötska namn med efterledet -tofta:  Sjötofta, Vartofta.
- -torp förekommer dels i en äldre betydelse som nybygge, utflyttargård och dels i en senare betydelse 'dagsverkstorp, kolartorp' m.m. Den äldre betydelsen har till exempel Stenstorp (Stødhvngxtorp 1397) och Torbjörntorp (Torbiorna thorpa sokn 1409).
- -um kommer i Västergötland av -hem. Exempel: Kvänum och Ugglum.
- -vad betyder 'vadställe' och finns bland annat i 6 sockennamn: Härjevad, Lavad, Ottravad, Tidavad, Tråvad och Ullervad.[10][11]

### Ortnamnsefterled som betecknar bruksorter och industrier
Bruksorter måste, innan det fanns elektricitet, vara belägna nära kraftigt strömmande vatten för att få energi. Därför ingår rätt ofta fors i namnet. I Västergötland finns några bruksorter som har -fors som efterled.
- -fors Exempel: Katrinefors, ett pappersbruk som grundades 1761[12], Hultafors järnbruk grundades 1847 och drevs som järnbruk fram till 1870-talet,[13] Lagerfors ett järnbruk som grundades 1736[14], och Ryfors, som var ett stångjärnsbruk, grundades 1742.[15]

### Ortnamnsefterled som betecknar höjder
- -berg, -berget är två varianter som finns i Västergötland. Exempel, obestämd form: Halleberg, Hunneberg, Mösseberg och Ålleberg. Exempel, bestämd form: Gerumsberget, Gisseberget, Plantaberget och Varvsberget.

### Ortnamnsefterled som betecknar höjder och/eller skogar
- -fjäll, -fjället förekommer i delar av Västergötland (liksom i Dalsland och Bohuslän) och betyder ungefär 'höglänt, ofta kuperad och länge obebyggd och väglös vildmark'.[16] Exempel: Alefjäll, Bredfjäll, Gråkuntefjäll och Vättlefjäll samt Lackarebäcksfjället, Lillafjället och Tvärfjället.

### Ortnamnsefterled som betecknar sjöar

kärr

- -kärr betecknar i Västergötland mindre sjöar och tjärnar, ofta med sumpiga omgivningar. Exempel: Blackekärr, Lerkärr och Stridskärr.

#### Ortnamnsändelser som betecknar bebyggelse
- -a är en vanlig pluraländelse i svenska ortnamn.[1]  I vissa områden är -e vanligare, till exempel på Gotland, i Bohuslän, i vissa delar av Värmland (till exempel Sunne) och i Härjedalen Hede ((ii) Hedha sokn 1397) och Jämtland (Stavre). I Västergötland är ändelsen -a den vanligaste pluraländelsen. Ett exempel är Skara (civitas Scarane 1070-talet). [17]
- -unga är en ganska vanlig ändelse i Västergötland. Dessa ändelser bildar tillsammans med sitt prefix plurala beteckningar på befolkningen i ett visst område. Exempel är Fyrunga, Nårunga och Ornunga.[18]
- -inge finns på ett par ställen i Västergötland: Bälinge[19] och Nödinge.[20] Även här syftar ändelsen på invånare.

### Ortnamnsändelser som betecknar vattendrag
- -an är en ändelse i femininum, bestämd form, som i Västergötland betecknar -ån. Exempel: Afsan, Flian, Lidan, Nossan och Viskan.

### Ortnamnsändelser som betecknar sjöar
- -en, -ern är ändelser i maskulinum, bestämd form, som betecknar -sjön. Exempel: Anten, Fegen, Tolken och Viken samt Lönern, Skagern, Vänern och Vättern.

## Ortnamn som vittnar om hednisk kult
De ortnamn som har namnet på en fornnordisk gud eller gudinna i sitt förled kallas teofora ortnamn. Tillsammans med övriga ortnamn som syftar på gudadyrkan benämns de sakrala ortnamn.
De västgötska kultnamnen innehåller namn på gudomligheter eller ord för kultplatser, till exempel al, berg, harg, hem, lund, ve, åker.
Ordet al (tempel) kan finnas i namnen Ale, Eling, Friel (gudinnan Fröjas tempel) och Götala (götarnas tempel). Det fornsvenska hargh 'stenaltare, helgedom' är grunden till namnet  Härja. Ordet ve (som är en västlig form för vi 'kultplats') finns som efterled till några ortnamn i Västergötland. Det ingår i  Göteve (götarnas offerplats) och i Kinneve (släktens helgedom).
Ordet berg kan tyda på att ett berg har haft anknytning till kulten av en gud, som Fredsberg, Frøsbiærgh 1279, dyrkan av guden Frö, och Odensberg i Edsvära socken, dyrkan av Oden.
Ordet hem finns i Gudhem som betyder 'en plats där gudarna finns och där de dyrkas'.
Ordet lund är svårbedömt när det ingår i ortnamn. Ortnamn med förledet Lund- eller med efterledet -lunda kan avse heliga lundar eller enbart vanlig lundvegetation. Namn som slutar med -lunda är att anse som kultnamn om de som förled innehåller ett gudanamn. Det gäller bl.a. Östra Frölunda som innehåller gudinnan Fröjas namn. Fröslunda har som förled genitiv av guden Frö (alltså Frös lund) och Götlunda kan betyda 'götarnas lund'. Närlunda i både Bällefors socken och Undenäs socken härleds från guden Njords namn. I Flistads socken finns byn Odenslunda.
Även ordet åker är svårt att bedöma i ortnamn. Det syftar ofta på 'odlad mark' men det kan ibland beteckna en plats som använts i rituella sammanhang.
I Västergötland finns några ortnamn med efterledet -åker/-åkra som i sitt förled har ett namn på en gudom. Det är dels Odensåker och Friggeråker, där namnens förled innehåller Oden och hans maka Frigga, och dels Fröåkra i Lyrestads socken, vars förled Frö- syftar på gudinnan Fröja.
Andra ortnamn där namn på gudar bildar förled är Frökind där Frö- kan syfta på gudinnan Fröja., Torsö (guden Tor) och Ullasjö vars förled är guden Ull.

## Osäkra eller omstridda tolkningar
Friel och Götala, båda med ett fornsvenskt efterled *al, har tolkats på två olika sätt. Den traditionella tolkningen för Friel är 'gudinnan Fröjas kultplats' och tolkningen för Götala är 'götarnas helgedom'. På senare tid har en annan tolkning framförts. Frö- skulle då betyda 'frodig' och Göt- skulle enligt den nya tolkningen komma av fornsvenska *gøt 'utflöde, källa' och -ala skulle komma av *al 'samlingsplats i ofredstider'.
Frösve har två olika tolkningar. Det kan vara sammansatt av gudanamnet Frö och -ve (offerplats) och är då ett kultbetecknande (sakralt) namn som även är teofort om guden Frös namn ingår. Även en icke-teofor tolkning har givits med utgångspunkt från ett belägg Ffrøswidh 1491. Tolkningen av det kan vara att efterledet är ett fornsvenskt -vidher 'skog'.
Skövde-namnen består av  Skövde (Skødwe 1200-talet), Ale-Skövde (Skødhwe sokn 1401) och Kullings-Skövde (Skødwe 1338). 
Efterledet -ve tolkas vanligtvis som vi (offerplats). Förledet är omdebatterat men har sammanställts med namn som  Skedevi, Skedvi och Skäve (Skædhvi-namn) som en variantform av dessa namn.  Förledet Skød- kan då ha samma betydelse som Skædh-, som antingen kan betyda 'plats för hästkapplöpning eller hingsthetsning' eller också innehålla ett dialektord sked 'planka, bräde', varvid Skødwe skulle syfta på en helgedom omgiven av bräder.
Namnet Tiveden är möjligen en sammansättning av namnet på den fornnordiska guden Ti (även kallad Tyr) och ved som betyder skog. Ett annat förslag angående betydelsen av förleden Ti- är att den är stamform till det fornvästnordiska ordet tívar, som betyder gudarnas. Tiveden skulle då betyda gudarnas skog. Enligt ett senare förslag skulle istället Tiveden kunna komma av ett *Twi- som syftar på tvedelning, alltså 'den tudelade skogen'. 
Ett försök har också gjorts att förklara varför i så fall de människor som en gång gav Tiveden dess namn skulle ha ansett att den är tudelad.

Åsaka-namn finns på ett antal ställen i Västergötland. Av dessa skrivs namnet på 5 stycken f.d. socknar med tillägg av sitt häradsnamn för att de olika orterna ska kunna skiljas från varandra, till exempel Barne-Åsaka.
Hur man ska tolka dessa namn är omstritt. Förledet ås kan betyda ås i betydelsen höjdsträckning och -aka kan komma av haka eller hake (någon framskjutande del av en ås). En senare tydning av Åsaka är att ås kommer av asagud och att -aka kommer av ek(dunge) som är helgad åt en viss gud eller åt gudarna i allmänhet.